# Pedicellina nannoda
Pedicellina nannoda är en bägardjursart som beskrevs av Ernst Marcus 1937. Pedicellina nannoda ingår i släktet Pedicellina och familjen Pedicellinidae. Inga underarter finns listade i Catalogue of Life.